# هارتويل
هارتويل (بالإنجليزية: Hartwell, Georgia)‏ هي مدينة تقع في مقاطعة هارت، جورجيا بولاية جورجيا في الولايات المتحدة. تبلغ مساحة هذه المدينة 12 (كم²)، وترتفع عن سطح البحر 244 م، بلغ عدد سكانها 4469 نسمة في عام 2010 حسب إحصاء مكتب تعداد الولايات المتحدة.

## أعلام
- جورج بيج
- باول براون

## وصلات خارجية
- Cities & Counties - Georgia.gov